# Kumpf (Köcher)

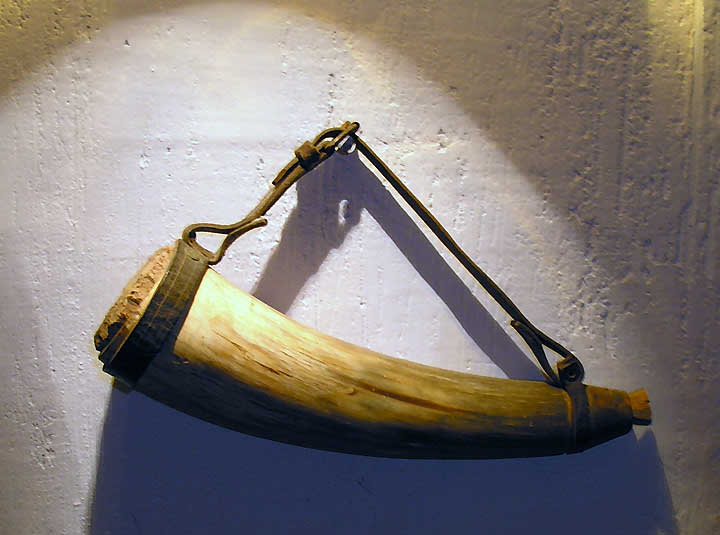
Kumpf, Kuhhorn lederbeschlagen, spanisch (Prádena de la Sierra, Segovia)

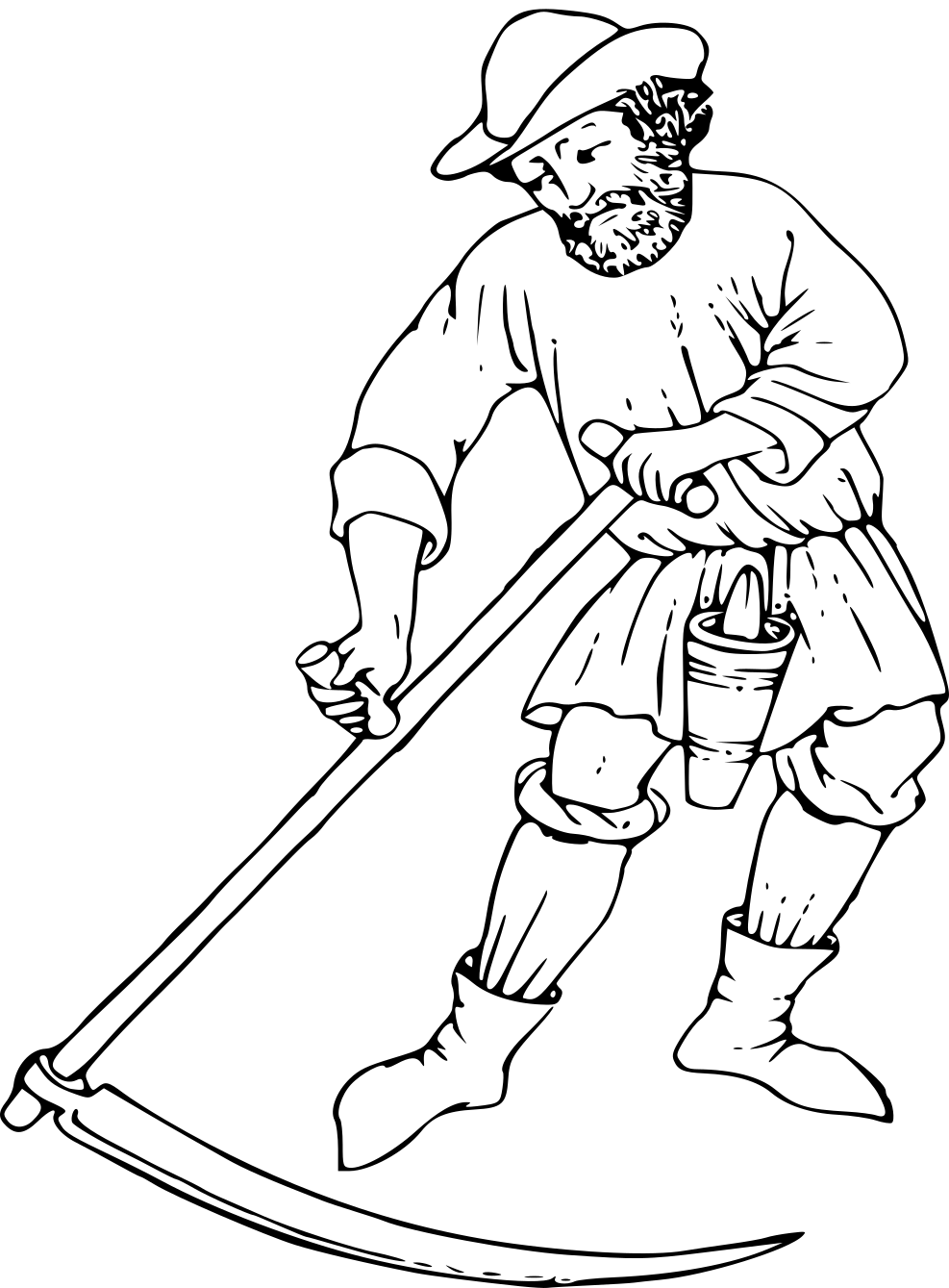
Wetzstein im Kumpf am Gürtel beim Mähen mit der Sense

Der Kumpf (mittelhochdeutsch kumpf, auch Schlotterfass) ist ein köcherartiger Behälter für einen Wetzstein, welcher im Handel auch als „Wetzsteinbecher“ bezeichnet wird. Im Sauerland ist die Bezeichnung Schlocker üblich. Niederdeutsche Varianten sind Schlucker, Schlüaker oder Schliaker.

## Beschreibung
Zum regelmäßigen Nachschärfen („Wetzen“) von Sensen, Sichten und Sicheln beim Mähen von Gras oder Getreide benötigt der Schnitter einen Wetzstein. Dieser wird in einem besonders zu diesem Zweck gefertigten Behälter, dem Kumpf, mitgeführt, der entweder um den Leib oder an den Gürtel gehängt wird.
Um ein unerwünschtes Härten der wärmeempfindlichen Klingenstähle durch die beim trockenen Schleifen an der Schneide entstehende Reibungshitze zu vermeiden und auch um das Wetzen zu erleichtern, wird der Wetzstein nass gehalten. Hierzu kann der meist konisch geformte Kumpf mit Wasser befüllt werden. Damit der Stein in der Bewegung nicht herausfällt und auch das Wasser im Kumpf bleibt, kann der oben offene Kumpf beim Mähen mit Gras oder Stroh verstopft werden.
Typische traditionelle Materialien zur Herstellung eines Kumpfes sind Leder, Horn, Blech oder Holz – Letzteres muss aber permanent feucht gehalten werden, um es vor dem Reißen und nachfolgender Undichtigkeit zu bewahren.

## Namensherkunft „Schlotterfass“
Der Behälter „schlotterte“ am Gürtel des Mähers, einem Mitarbeiter der Getreideernte.